# Хоуорс, Уолтер Норман
Сэр Уолтер Норман Хо́уорс, иначе — Гэворт или Хэворт (англ. Sir Walter Norman Haworth, [ˈhaʊwəθ]; 19 марта 1883, Чорли — 19 марта 1950, Бирмингем) — английский химик-органик и биохимик, член Лондонского королевского общества (1928).

## Биография
Окончил Гёттингенский университет (доктор философии, 1910); в 1911 году доктор наук Манчестерского университета. С 1912 года профессор Сент-Эндрюсского университета, с 1920 года — Армстронг-колледжа в Ньюкасле, в 1925—1948 годах — Бирмингемского университета.

## Основные работы
Основные труды по химии углеводов. Определил строение и изучил свойства многих сахаров (мальтозы, лактозы, крахмала, целлюлозы и др.). Усовершенствовал номенклатуру сахаров. Одним из первых (1933) осуществил синтез аскорбиновой кислоты (витамин C). Автор термина конформация. В годы 2-й мировой войны участвовал в разработках, связанных с применением атомной энергии.

## Нобелевская премия
Во время работы в Бирмингемском университете получил Нобелевскую премию по химии (1937, совместно с П. Каррером).

## Память
В 2008 г. Международный астрономический союз присвоил имя Уолтера Хоуорса кратеру в области южного полюса Луны.

## Сочинения
- в рус. пер.: Строение углеводов, М. — Л., 1934